# Amt Mönchgut-Granitz
La comunità amministrativa di Mönchgut-Granitz (Amt Mönchgut-Granitz) si trova nel circondario di Rügen nel Meclemburgo-Pomerania Anteriore, in Germania.

## Suddivisione
Comprende i seguenti comuni (abitanti il 31 dicembre 2022):
1. Baabe * (914)
2. Göhren (1 458)
3. Lancken-Granitz (491)
4. Mönchgut (1 374)
5. Sellin (2 710)
6. Zirkow (705)

Il capoluogo è Baabe.